# سانتینی کبیر (رمان)
سانتینی کبیر (انگلیسی: The Great Santini) رمانی به نویسندگی پت کونروی است که توسط راندوم هاوس منتشر شد.
این کتاب در سال ۱۹۷۶ در کشور ایالات متحده آمریکا منتشر شده است.